# Rhino (Film)
Rhino (ukrainisch Носоріг Nossorih, deutsch ‚Nashorn‘) ist ein ukrainischer Spielfilm des Regisseurs Oleh Senzow. Nach der Verhaftung Senzows 2014 war die Produktion zunächst eingestellt und erst 2019 nach seiner Freilassung fortgesetzt worden. Der Kinostart in Deutschland war am 3. November 2022.

## Handlung
Die Geschichte des Films spielt in den 1990er Jahren in der Ukraine. Der Protagonist, ein Bandit mit dem Spitznamen Rhinoceros, gerät in den Sog einer kriminellen Verbrecherwelt.

## Produktion
Rhino ist der zweite Spielfilm des ukrainischen Regisseurs Oleh Senzow. Im Jahr 2012 wurde das Projekt des Filmes bei der industriellen Sektion des Sofia Filmfestivals eingereicht, wo er als bestes Projekt und für das beste Pitching ausgezeichnet wurde. Allerdings wurde die Produktion eingestellt, nachdem Senzow 2014 von russischen Strafverfolgungsbeamten auf der Krim illegal festgenommen worden war.
Nach seiner Befreiung 2019 wurden die Arbeiten am Film fortgesetzt. Die Dreharbeiten fanden in Krywyj Rih, Lwiw und Kiew statt.

### Produktionsfirmen
Rhino ist eine Koproduktion der Ukraine, Polens und Deutschlands. Die ukrainische Seite wird vom Produzenten Denis Ivanov, Arthouse Traffic, und der Filmproduktionsfirma von Oleh Senzow, CryCinema, vertreten. Polnischer Partner ist Apple Film Production, der deutsche Partner ist Ma.ja.de. Für den internationalen Verleih ist WestEnd Films verantwortlich.
Der Film wurde durch die ukrainischen Institute der nationalen Filmunterstützung und der Staatsagentur der Ukraine für Kinoangelegenheiten, sowie vom Filmförderungsfonds des Europarates EURIMAGES, dem Polnischen Film-Institut und dem deutschen Filmfonds Medienboard Berlin-Brandenburg unterstützt.

## Veröffentlichung
Die Premiere fand am 9. September 2021 bei den Internationalen Filmfestspielen von Venedig statt. Die ukrainische Premiere fand am 24. Oktober 2021 statt. Der Kinostart in Deutschland war am 3. November 2022.

## Auszeichnungen
Internationale Filmfestspiele von Venedig 2021
- Nominierung für den Horizonte / Orizzonti Wettbewerb Kategorie.[7]